# LFG Roland C.II
LFG Roland C.II „Walfisch” – niemiecki dwupłatowy samolot rozpoznawczy z okresu I wojny światowej, zbudowany w berlińskiej wytwórni Luft-Fahrzeug-Gesellschaft (LFG), produkującej samoloty pod nazwą Roland. W chwili wejścia do służby był najmniejszym niemieckim samolotem dwumiejscowym. 

## Historia
Była to konstrukcja ucznia prof. L. Prandtla – inż. Tantzena, wyróżniająca się specyficzną linią wyprofilowanego opływu, dobraną w wyniku prób w tunelu aerodynamicznym, przeprowadzonych przez Prandtla w Instytucie Aerodynamiki w Getyndze. Półskorupowy kadłub dwuwarstwowo zbudowany z pasków cienkiej sklejki ułożonych wzajemnie pod kątem ok. 60° (tzw. Wickelrumpf, typowy dla zakładów LFG), tworzył opływową bryłę o zmiennym przekroju: od kolistego (z dużym, też opływowym, niemal półkolistym kołpakiem piasty śmigła) poprzez owalny (ze spionowanymi burtami) do stopniowo spłaszczającego się w kierunku spływu statecznika. Choć konstrukcja ta odbijała się niekorzystnie na tempie produkcji i zwiększeniu jej kosztów, w efekcie nadawała większą wytrzymałość wraz ze zmniejszeniem masy samolotu i poprawieniem jego własności aerodynamicznych. Pogłębiony kadłub całkowicie wypełniał lukę w komorze płatów, nie wymagając stosowanych powszechnie wsporników górnego płata, zrównanego w tym wypadku z górną powierzchnią kadłuba. Kabiny załogi znajdowały się ponad górnym płatem.
Oblotów prototypu dokonano 24 lub 25 października 1915 roku. Samolot rozwijał większą prędkość od istniejących samolotów tej klasy o ok. 30 km/h i był obiecującą konstrukcją, dlatego pierwszą serię (50 egzemplarzy) lotnictwo zamówiło 23 grudnia 1915, jeszcze przed oficjalnymi testami wojskowymi, przeprowadzonymi w lutym 1916. Poza wytwórnią Luft-Fahrzeug-Gesellschaft m. b. H. w berlińskim Adlershof (potem w Charlottenburgu), licencyjną produkcję uruchomiono także w zakładach Linke-Hofmann Werke we Wrocławiu – początkowo oznaczone one były jako Linke-Hofmann C.I, ostatecznie jako Roland C.IIa(Li). Łącznie wyprodukowano 267 maszyn, z tego 215 w LFG i 52 w Linke-Hofmann. Ostatnie zamówienie złożono we wrześniu 1916. Powstały również wersje rozwojowe: 
- C.IIa – o udoskonalonych i wzmocnionych końcówkach płatów o nieco mniejszej rozpiętości, co polepszyło manewrowość[6]. Wersja ta weszła do produkcji w toku 3. serii produkcyjnej i była używana od lata 1916[6]. W ostatniej 4. serii powiększono ponadto statecznik pionowy[5][b] W wersji C.IIa powstała ponad połowa samolotów (dokładna liczba nie jest znana)[1];
- C.III – wyposażona w mocniejszy 200-konny (149 kW), chłodzony cieczą silnik rzędowy Benz Bz. IV i z 8 rozpórkami zamiast 2 słupków międzypłatowych (istniał tylko pojedynczy egzemplarz zniszczony podczas pożaru fabryki w Adlershof we wrześniu 1916)[7].

## Użycie bojowe

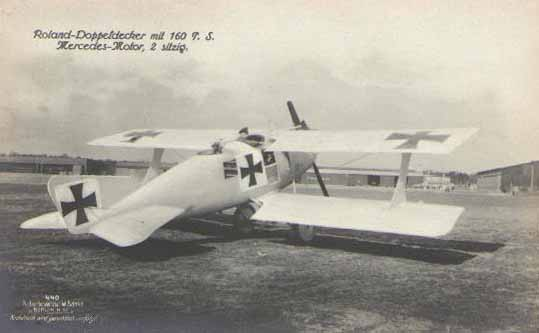

Samolot wszedł do służby na froncie zachodnim w marcu 1916 roku, najpierw w rejonie Verdun. Używany był do dalekodystansowego rozpoznania, korygowania ognia artylerii, a także eskortowania bombowców i w ograniczonym zakresie bombardowania. Dzięki dobrej aerodynamice nie ustępował prędkością ówczesnym myśliwcom alianckim, jak Nieuport 11 czy Sopwith Pup, będąc trudnym do przechwycenia. Pomimo zwartej budowy (Roland C.II był wówczas najmniejszym z niemieckich samolotów dwumiejscowych, o rozmiarach niewiele większych od myśliwca), słabszą stroną była jednak jego manewrowość, z powodu niskiej efektywności sterów, będących w cieniu dość grubego i krótkiego kadłuba. Maksymalny pułap 4000 m osiągał w ciągu 45 minut (2000 m w ciągu 12 min) (inne dane: 2000 m w 14 minut). Przechwycić go można było jedynie z wyższego pułapu, natomiast atakować najdogodniej było podejściem od dołu, wykorzystując ograniczoną widoczność ze stanowisk obu członków załogi. Obserwator dysponował nieograniczonym polem ostrzału w górnej półsferze, także do przodu, a po wychyleniu karabinu maszynowego – w ograniczonym zakresie na boki w dół. Angielski as myśliwski Albert Ball (dla którego był pierwszym zestrzeleniem), oceniał go jako ówcześnie najlepszą maszynę niemiecką. 
Wskutek czasochłonnej produkcji maszyna ta dotarła jednak na front z opóźnieniem i w niewielkiej liczbie. Samoloty te nie były liczne na froncie, stanowiąc w październiku 1916 zaledwie 4% niemieckich samolotów rozpoznawczych kategorii C (56 egzemplarzy), a najwięcej ich było na froncie na koniec grudnia 1916 - 64. Przy pozornie niezgrabnej sylwetce i niełatwa w pilotowaniu, maszyna w locie odznaczała się dużą stabilnością i stosunkowo korzystnymi osiągami. Przy nieograniczonej widoczności powyżej górnego płata ze stanowisk załogi, widoczność podkadłubowa była jednak słaba, zarówno dla strzelca-obserwatora, jak i pilota, któremu utrudniało to lądowanie, prowadząc do licznych wypadków. Początkowy brak karabinu maszynowego pilota uzupełniono dopiero od drugiej serii produkcyjnej.
Już pod koniec 1916 roku nowsze maszyny sprawiły, że „Walfisch” (Wieloryb) przestał odpowiadać wymogom pola walki. W służbie operacyjnej pozostawał do wiosny 1917 roku, kiedy stopniowo zaczęto go wycofywać do eskadr szkolnych. Ostatecznie wycofano je z frontu w czerwcu 1917. Do znanych lotników pilotujących tę maszynę należeli Eduard von Schleich i Hermann Köhl. 

## Opis konstrukcji

Silnik Mercedes D.IIIa eksponowany w MLP w Krakowie

Dwupłat o konstrukcji mieszanej, przeważnie drewnianej. Kadłub półskorupowy, zbudowany z warstw z pasków sklejki na szkielecie drewnianym, pokrytych dodatkowo płótnem. Pokrycie kadłuba przy silniku stanowiła blacha aluminiowa. Płaty drewniane o kształcie prostokątnym, pokryte płótnem, połączone ze sobą parą pojedynczych słupków i usztywnione cięgnami stalowymi. Podwozie klasyczne – stałe. Napęd stanowił chłodzony cieczą 6-cylindrowy tłokowy silnik rzędowy, w górnej części odkryty, nad którym wystawała wyprowadzona do góry rura wydechowa odprowadzająca spaliny ze wszystkich cylindrów; śmigło drewniane, dwułopatowe. Za silnikiem w kadłubie znajdowały się dwie odkryte kabiny – pierwsza pilota, druga obserwatora. Kabiny załogi miały również duże celuloidowe okienka w bocznych ścianach, dla zapewnienia widoczności w dół. Przed kabiną pilota znajdował się kozioł przeciwkapotażowy. W tyle kadłuba przymocowane było skośne usterzenie klasyczne dzielące się na stateczniki i stery (stateczniki poziome, a w ostatniej serii także  powiększony statecznik pionowy, podparte zastrzałami). Stery miały szkielet z rur stalowych, obciągnięty płótnem. Chłodnice silnika, w formie "uszu", znajdowały się po bokach kadłuba.
Uzbrojenie składało się ze stałego (osiowego) zsynchronizowanego km pilota (LMG 08/15 Spandau) (z wyjątkiem 50 samolotów I serii) oraz z ruchomego km LMG 14 Parabellum na obrotowej podstawie w tylnej kabinie obserwatora (obydwa z zapasem 500 naboi). Dodatkowo istniała możliwość podwieszenia ładunku bomb o masie 50-70 kg (np. 4 bomb po 12,5 kg).
Przynajmniej kilka Rolandów C.II dekorowano w jednostkach, malując na nosie kadłuba różne formy paszczy rekina lub wieloryba.
Najbardziej pokrewną lotniczą konstrukcją niemiecką był Hannover CL.II. Wpływ konstrukcji górnego płata uwidocznił się także w rozwiązaniu zastosowanym w AEG C.III. Z samolotu wywodził się też jednomiejscowy myśliwiec LFG Roland D.II, także konstrukcji Tantzena, o podobnej konstrukcji kadłuba i montażu płatów.